# راهنمای میهمان

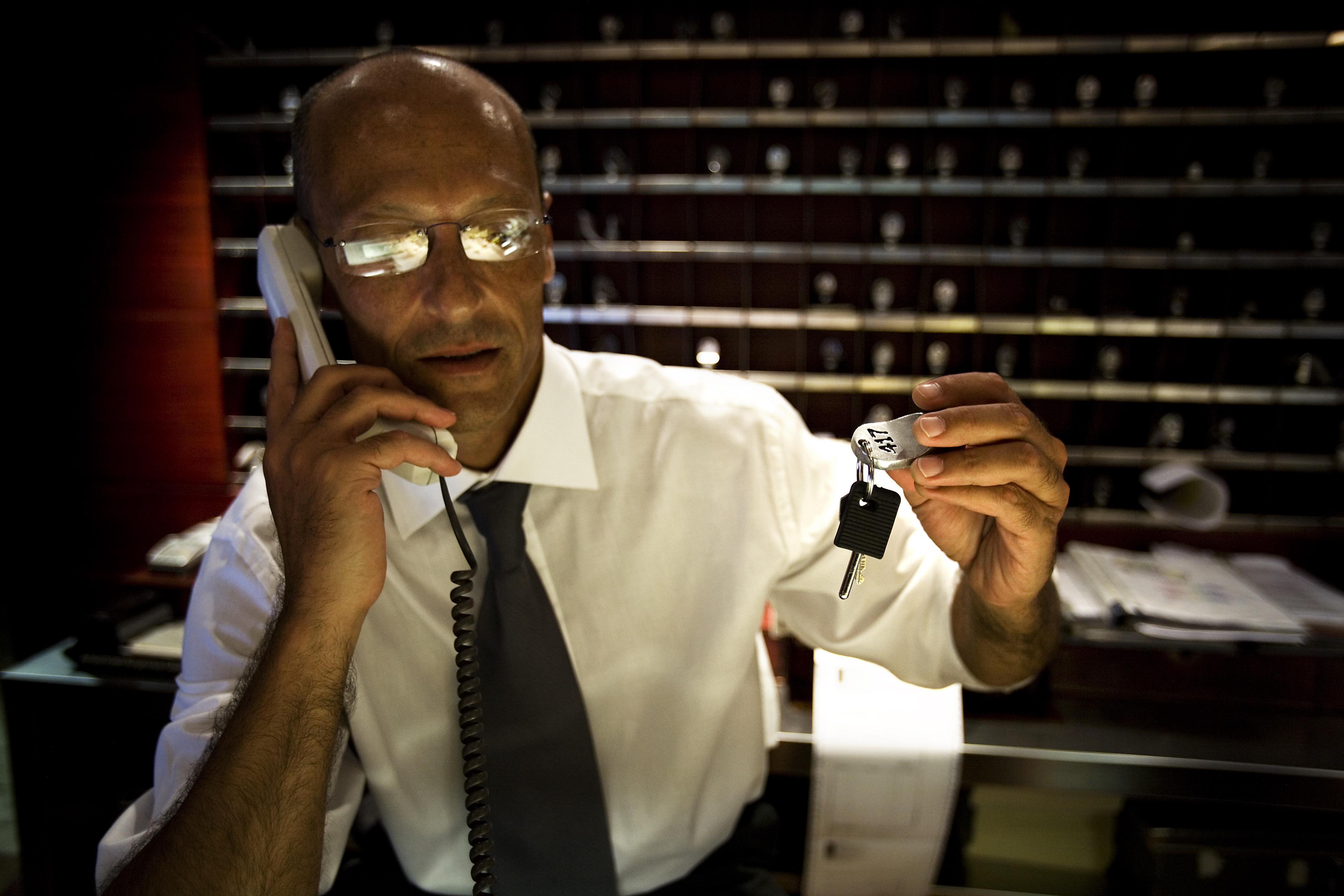
یک راهنمای هتل

راهنمای میهمان، راهنمای هتل یا کانسیرژ (انگلیسی: Concierge) کارمند یک ساختمان چندمستاجری، مانند هتل یا یک ساختمان آپارتمانی، است که پذیرای مهمانان می‌باشد.
در یک هتل کار او کمک به میهمانان از طریق ارائه اطلاعات و ترتیب دادن کارهایی مانند رزرو جا در رستوران‌ها، تهیه بلیت تئاتر، و غیره است.